# Ryan Wilson (hokejaš)
Ryan Wilson (Windsor, Ontario, Kanada, 3. veljače 1987.) kanadski je profesionalni hokejaš na ledu koji igra na poziciji braniča. Trenutačno je član Colorado Avalanchea koji se natječe u NHL-u.

## Karijera
Wilson karijeru započinje 2003. godine u OHL-u zaigravši za klub Toronto St. Michael's Majors. Tu provodi tri sezone prikupivši 123 boda u 190 utakmica u regularnom dijelu sezona. S klubom je u tri navrata nastupao u doigravanju odigravši sveukupno 32 utakmice te prikupivši 23 boda. 2006. godine prelazi u drugi OHL klub, Sarnia Sting. Tu provodi dvije sezone u kojima nastavlja s dobrim igrama. 1. srpnja 2008. godine, kao slobodan igrač, potpisuje ugovor s Calgary Flamesima. Profesionalnu karijeru započinje u Quad City Flamesima, AHL podružnici Calgary Flamesa. S Quad Cityjem provodi gotovo cijelu sezonu.

### Colorado Avalanche (2009. - danas)
4. ožujka 2009. godine Calgary Flames daje Wilsona Colorado Avalancheu, zajedno s Lawrenceom Nycholatom i pravom na izbor u drugom krugu drafta, u zamjenu za Jordana Leopolda. Kraj te sezone Wilson provodi u Avalancheovoj AHL podružnici Lake Erie Monsters. Sezonu 2009./10. započinje s Monstersima, ali 12. listopada 2009. godine Avalanche ga stavlja na popis momčadi te tri dana kasnije Wilson upisuje svoj prvi nastup u NHL-u u utakmici protiv Montreal Canadiensa. 23. listopada 2009. godine upisuje i svoju prvu asistenciju u NHL-u u utakmici protiv Carolina Hurricanesa. Prvi pogodak upisao je 17. studenog 2009. godine u utakmici protiv Calgary Flamesa.

## Statistika karijere
Bilješka: OU = odigrane utakmice, G = gol, A = asistencija, Bod = bodovi, KM = kaznene minute
| 2003./04.       | Toronto St. Michael's Majors | OHL             | 58  | 3  | 22  | 25  | 88  | 18 | 3 | 7  | 10 | 16 |
| 2004./05.       | Toronto St. Michael's Majors | OHL             | 68  | 13 | 24  | 37  | 149 | 10 | 4 | 5  | 9  | 12 |
| 2005./06.       | Toronto St. Michael's Majors | OHL             | 64  | 12 | 49  | 61  | 145 | 4  | 1 | 3  | 4  | 12 |
| 2006./07.       | Sarnia Sting                 | OHL             | 68  | 17 | 58  | 75  | 136 | 4  | 1 | 3  | 4  | 14 |
| 2007./08.       | Sarnia Sting                 | OHL             | 58  | 7  | 64  | 71  | 84  | 9  | 0 | 7  | 7  | 19 |
| 2008./09.       | Quad City Flames             | AHL             | 60  | 4  | 16  | 20  | 56  | —  | — | —  | —  | —  |
| 2008./09.       | Lake Erie Monsters           | AHL             | 8   | 0  | 2   | 2   | 25  | —  | — | —  | —  | —  |
| 2009./10.       | Lake Erie Monsters           | AHL             | 3   | 0  | 0   | 0   | 17  |    |   |    |    |    |
| 2009./10.       | Colorado Avalanche           | NHL             | 38  | 2  | 9   | 11  | 25  |    |   |    |    |    |
| Sveukupno - OHL | Sveukupno - OHL              | Sveukupno - OHL | 316 | 52 | 217 | 269 | 602 | 45 | 9 | 25 | 34 | 73 |
| Sveukupno - AHL | Sveukupno - AHL              | Sveukupno - AHL | 71  | 4  | 18  | 22  | 98  | —  | — | —  | —  | —  |
| Sveukupno - NHL | Sveukupno - NHL              | Sveukupno - NHL | 38  | 2  | 9   | 11  | 25  |    |   |    |    |    |

## Vanjske poveznice
- Profil na NHL.com
- Profil na theAHL.com
- Profil na The Internet Hockey Database